# Ernst Schönzeler
Ernst Bernhard Schönzeler (* 24. November 1923 in Kleve; † 29. März 1981 ebenda) war ein deutscher Maler und Grafiker.

## Leben und Werk
Ernst Schönzeler wuchs in Kleve am Niederrhein als Sohn des Gymnasiallehrers Dr. Heinrich Schönzeler, Englischlehrer von Joseph Beuys am Freiherr-vom-Stein-Gymnasium in Kleve, auf. Im Hause Schönzeler lernte Beuys erstmals Hans und Franz Joseph van der Grinten kennen. Gemeinsam mit Beuys bereitete sich Ernst Schönzeler auf die Aufnahme an der Kunstakademie Düsseldorf vor. Dort studierte er von 1946 bis 1950 Grafik, Malerei und Kunstgeschichte. Er war Schüler von Ewald Mataré.
Bereits in den späten 1940er Jahren begann er öffentlich auszustellen. Er beteiligte sich mehrmals an den Ausstellungen des Niederrheinischen Künstlerbundes e.V. (1947–50, 1967–73 und 1976). Einzelausstellungen fanden in der Galerie „Haus im Park“ in Emmerich am Rhein 1969 und im „Marstall Kleve“ 1970 statt. Ende 1969 war im Hessischen Rundfunk in Frankfurt am Main eine von dem Konzertmeister Klaus Speicher, einem Schulfreund des Malers, angeregte Ausstellung mit  Landschaftsgemälden, Stillleben und Tiermotiven zu sehen.  Die gezeigten Motive vom Genfer See stammten von regelmäßigen Urlaubsreisen, die der Künstler zusammen mit seinem Vater und seiner Schwester machte. Eine erste umfassende, posthume Einzelausstellung hatte Schönzeler 2007 im B.C. Koekkoek-Haus in Kleve.
Ernst Schönzeler war 1977 an dem fast dreistündigen Dokumentarfilm von Lutz Mommartz Der Garten Eden als Darsteller zusammen mit Franz Joseph van der Grinten, Henning Brandis und Friedrich Gorissen beteiligt. Der Film, der von der niederrheinischen Tiefebene handelt, gewann auf den Internationalen Filmfestspielen Berlin (Berlinale) 1977 einen Silbernen Bären.
Sein Werk besteht vornehmlich aus Zeichnungen, Aquarellen und Druckgrafiken, in denen er mit großer Detailtreue Panoramen seiner Heimat in Zeichnungen und Bildern festhielt. Seine Werke tragen Titel wie Gruftstraße in Kleve, Am Annaberg oder Windmühle am Niederrhein. Besonders der Altrhein zwischen Griethausen und Keeken mit den anliegenden Dörfern und der Deich an der Fähre nach Schenkenschanz waren seine Lieblingsplätze und als Kontrast dazu die Höhen der „Materborner Schweiz“.  Seine Tierdarstellungen erhielten Anerkennung. Bisher wenig bekannt sind seine Stillleben und Porträts.